# Vlatka Mihoci
Vlatka Mihoci (Vukovar 9. siječnja 1970.) je hrvatska rukometašica.
Rukomet je počela igrati u osnovnoj školi u Vukovaru. Zatim je zaigrala za Borovo prvo u drugoj ekipi, a kad se priključila prvoj ekipi trener je u to vrijeme bio Ante Kostelić. Vukovar napušta 1988. godine, te prelazi u Koprivnicu gdje igra do 2001. godine. S  Podravkom je osvojila Ligu prvakinja 1996. godine.
S hrvatskom seniorskom reprezentacijom osvojila je srebro na Mediteranskim igrama 1997. godine.